# Braque français
Braque français är en hundras från Frankrike. Den är en kontinental stående fågelhund av braquetyp som kan arbeta i många slags förhållanden. Det finns två typer av rasen, en av typen gasgogne (större och tyngre) och en vanligare av typen pyrénées.

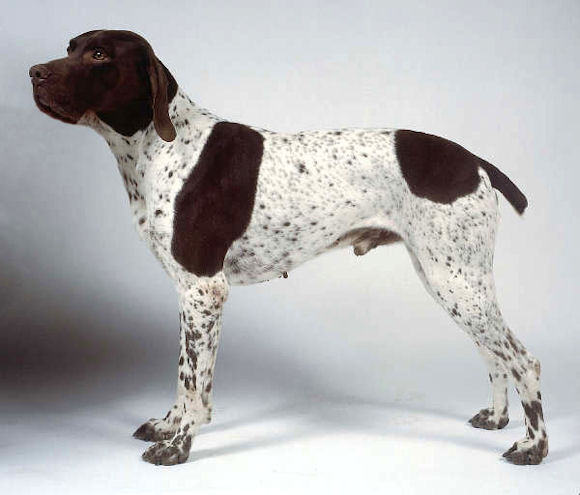
Braque français, type gascogne.

## Historia
Braque français tros stå nära spanska och italienska stående fågelhundar och är av gammalt ursprung. Den anses ha gett upphov till de flesta lokala raserna av franska stående fågelhundar. De nuvarande typerna härstammar från sydvästra Frankrike; från Pyrenéerna respektive den historiska provinsen Gascogne vid atlantkusten norr om bergskedjan. 1975 bestämde den franska kennelklubben Société centrale canine (SCC) att de båda typerna skulle räknas som separata raser.

## Egenskaper
Rasen är uthållig och har en stark ståndsinstinkt och apporterar spontant. Flertalet individer sekonderar även naturligt. I hemlandet är den populär tack vare sin tålighet, vidd i söket samt uthållighet i alla slags väder och förhållanden.
Det är en mångsidig stående fågelhund vilket gör att man kan använda den till jakt och spårarbete av flertalet viltslag (hårvilt, ställande av fältfågel och apportering av dessa vilttyper). Den är känd för sin mjuka apporterande mun och viltet blir sällan "tuggat" vid apportering. Egenskaper hos individer brukar prövas genom jaktprov för att på ett standardiserat vis få fram goda avelsindivider. För att få högre utmärkelser på hundutställning måste en braque français ha meriter från jaktprov för stående fågelhund.
Rasen är snarlik, både till utseende och egenskaper, den tyska korthårspointern (vorsteh) men ägare till braque français låter hävda att deras ras är ståndfastare, mindre envis och mer lättränad.

## Utseende
Braque français är en medelstor, ädel och robust hund som är lätt rektangulär. Huvudet skall vara ädelt och inte tungt. Nosryggen kan vara lätt konvex påminnande om en pointers. Den är välmusklad med djup bröstkorg och normalvinklade ben.